# Gmündertobelbrücke
Die Gmündertobelbrücke im Schweizer Kanton Appenzell Ausserrhoden führt die Steinerstrasse (Hauptstrasse 463) zwischen den Orten Stein und Teufen über die tief eingeschnittene Schlucht der Sitter. Sie steht wenige Kilometer südlich der Stadt St. Gallen, gehört aber nicht zum St. Galler Brückenweg weil sie nicht auf dem Grund des Kantons St. Gallen steht. Die Brücke ist ein bedeutendes Beispiel früher Betonbogenbrücken und war bei ihrer Fertigstellung 1908 für kurze Zeit den weltweit weitest gespannte Bogenbrücke aus Beton.

## Bauwerk
Die Gmündertobelbrücke überspannt die Sitter mit einem grossen Betonbogen von 79 m lichter Weite, an den sich auf der östlichen Seite zwei und auf der westlichen Seite vier Rundbögen mit Stützweiten von je 10,25 m anschliessen. Die auf dem Bogen aufgeständerte Fahrbahn der Brücke liegt rund 70 m über dem Bett der Sitter. Ursprünglich hatte die Brücke eine 5,70 m breite Fahrbahn und zwei 0,60 m breite Gehwege, zwischen den Betonbrüstungen also eine Breite von 6,90 m. Bei einer Sanierung in den Jahren 1960 und 1961 wurde die Fahrbahnplatte erneuert und auf insgesamt 10,50 m verbreitert.

## Geschichte

Ansicht der Gmündentobelbrücke vom Flussbett aus, zwischen 1897 und 1934

In den 1530er Jahren wurde erstmals ein hölzerner Übergang über die Sitter im Bereich der heutigen Brücke erwähnt. 1710 wurde eine gedeckte Holzbrücke gebaut. Nach einem Hochwasser im Jahr 1783 wurde sie angehoben; bei der Gelegenheit wurde auch ihr Dachstuhl erhöht, damit Reiter nicht mehr absteigen mussten. 1856 wurde sie durch die alte Gmündertobelbrücke ersetzt, eine schmiedeeiserne Gitterträgerbrücke auf hohen gusseisernen Pfeilern, die die Schlucht in etwa 55 m Höhe überquerte. Sie wurde um 1900 baufällig. Da im Tal der Sitter ausreichend Kies und Sand vorhanden war, entschied man sich für den Bau einer Betonbrücke, die etwa 100 m flussabwärts der alten Eisenbrücke an einer Stelle gebaut werden konnte, an der sie fast an die Höhenlage der Umgebung anschloss.
Der Entwurf der Brücke wurde von dem jungen ETH-Professor Emil Mörsch erstellt, dem der Ausserrhoder Kantonsingenieur Andreas D. Sutter assistierte, der dann auch die Bauleitung übernahm. Die Bauarbeiten begannen im März 1907 und wurden am 7. November 1908 mit der Übergabe der Brücke an den Kanton abgeschlossen. Die Baukosten lagen u. a. wegen stark gestiegener Lohn- und Materialkosten deutlich über dem Angebotspreis, was für die Baufirma einen Verlust von 25.000 Franken und wenig später den Konkurs bedeutete. Die Zufahrtsstrassen wurden erheblich verspätet gebaut, so dass die Brücke erst am 22. November 1909 dem Verkehr übergeben werden konnte.
Grundlegende Sanierungen erfolgten in den Jahren 1960 und 1961, verbunden mit einer Verbreiterung der Fahrbahnplatte, und in den Jahren 2011 bis 2013, bei der unter anderem wiederum die Fahrbahnplatte entsprechend den inzwischen gestiegenen Anforderungen verstärkt wurde.

## Technische Einzelheiten

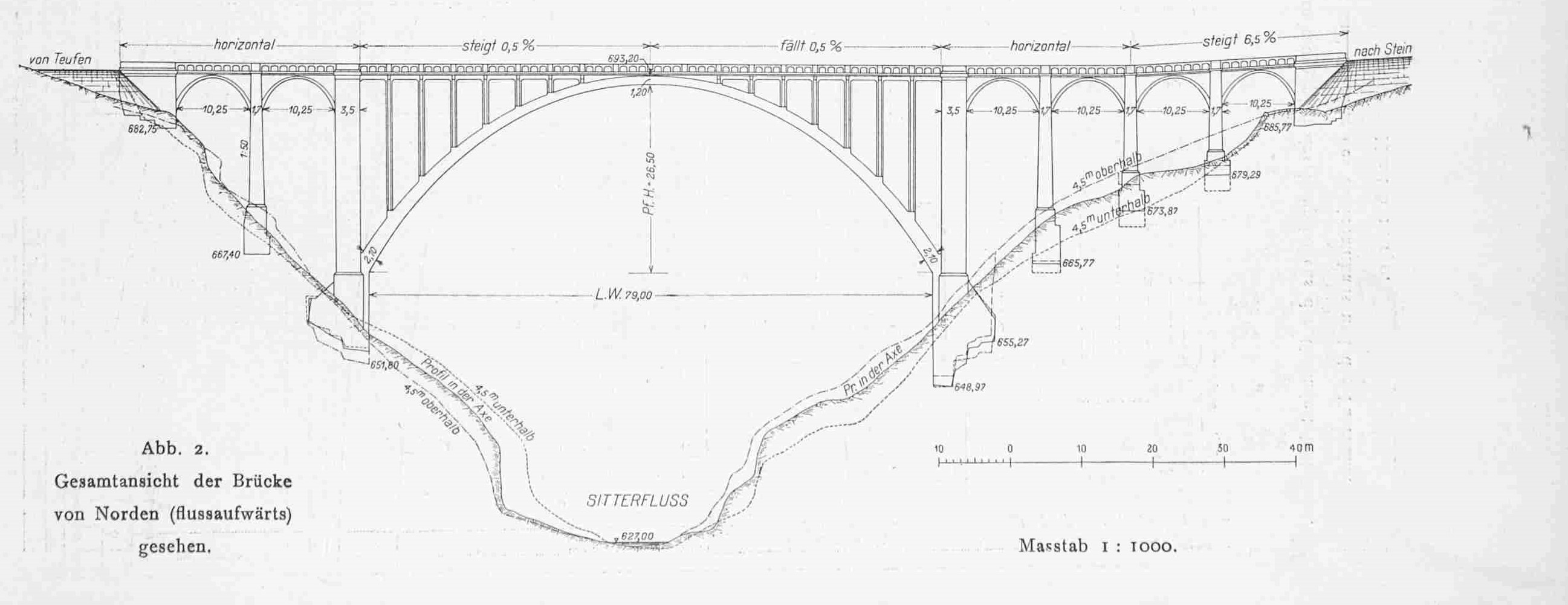
Ansicht der Gmündertobelbrücke

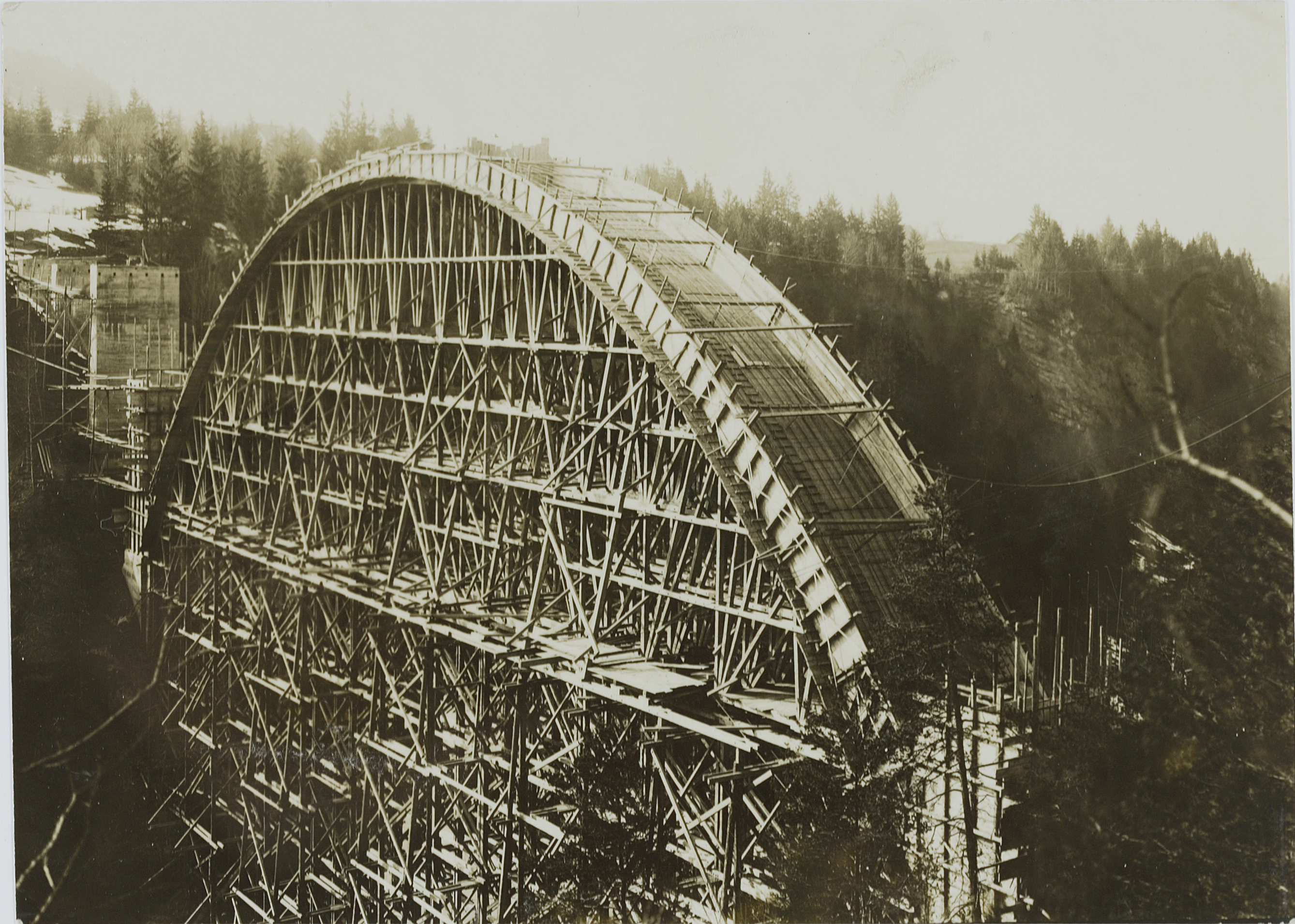
Gmündertobelbrücke im Bau (1907/08)

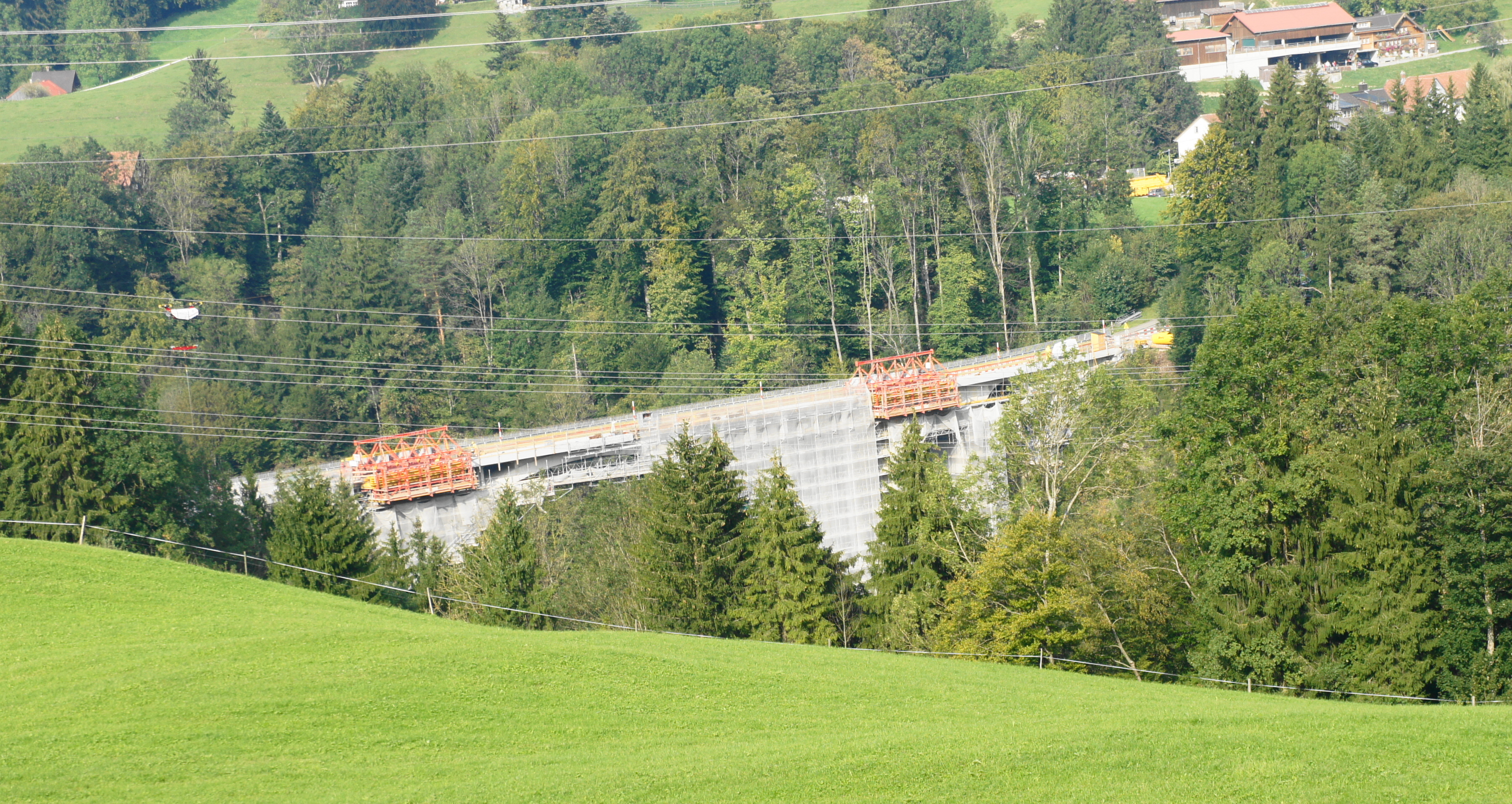
Renovation (2011)

Mörsch hatte seine 1904 fertiggestellte Grünwalder Isarbrücke noch mit zwei Dreigelenkbögen mit Spannweiten von 70 m versehen, damals die grössten Betonbögen weltweit.
Für die Gmündertobelbrücke entwarf er einen mit 79 m deutlich grösseren, eingespannten, elastischen Bogen ohne Gelenke, der zwar auf der damaligen Schweizer Eisenbeton-Norm von 1906 mit ihren noch sehr vorsichtigen Ansätzen zulässiger Spannungen beruhen musste, den Mörsch nach seiner Elastizitätstheorie bzw. dem Verfahren berechnete, das er in einem 1906 veröffentlichten Artikel dargestellt hatte.
Die Gmündertobelbrücke gilt heute als herausragendes Beispiel für integrale Betonbrücken, bei denen Tragwerksteile zu monolithischen Bauwerken verbunden wurden, die sich durch ein ganzheitliches Tragverhalten, eine wirtschaftliche Herstellung und eine hohe Ästhetik auszeichnen.
Der Bogen hat eine Pfeilhöhe von 26,5 m. Er ist im Scheitel 6,50 m und an den Kämpfern 7,50 m breit. Die Bogenstärke nimmt von 1,20 m im Scheitel auf 2,13 m an den Kämpfern zu. Eine Armierung des Bogens war theoretisch nicht erforderlich, aber zur Sicherheit wurden einige Bewehrungseisen in die obere und untere Gewölbelaibung eingelegt.
Der Bogen stützt sich auf Widerlager, die etwa auf halber Höhe der Schlucht tief in die Hänge einbetoniert sind und gleichzeitig das Fundament für die grossen Pfeiler zu beiden Seiten des Bogens bilden.
Auf beiden Bogenhälften sind 6 Reihen mit je vier Stützen angeordnet, die die Fahrbahnplatte tragen, wobei die Positionen der Stützen den Längsträgern unter der Fahrbahn entsprechen. Die inneren Stützen haben einen quadratischen Querschnitt von 0,50 m × 0,50 m, die äusseren Stützen wurden dagegen aus architektonischen Gründen mit einem T-förmigen Querschnitt versehen, der ihnen mit 0,80 cm eine breitere Ansichtsfläche gibt. Ausserdem folgen die äusseren Stützen dem Anzug der Stirnfläche des grossen Bogens. Sämtliche Stützen sind sowohl mit dem Bogen als auch mit der Fahrbahnplatte fest verbunden.
Die Fahrbahnplatte ist unterteilt in Abschnitte von 49,3 m Länge über den westlichen Seitenöffnungen, von 81,8 m über dem Hauptbogen und von 25,5 m über den beiden östlichen Seitenöffnungen, die ursprünglich durch Blechplatten, heute durch Dehnungsfugen miteinander verbunden sind. Der mittlere Abschnitt lagert nicht auf den grossen Pfeilern. Mörsch liess vielmehr auf beiden Seiten eine 0,25 m starke und 12 m hohe Eisenbetonwand in Aussparungen im obersten Bereich der Pfeiler einfügen, die mit der Fahrbahnplatte fest verbunden ist. Diese Eisenbetonwand ist elastisch genug, um Längenausdehnungen der 81,8 m langen Fahrbahnplatte zu folgen (1 cm nach beiden Seiten war nötig, 2 cm sind möglich). Zwischen der Wand und dem Pfeiler war ein Zwischenraum von 12 cm für die Schalung vorgesehen, der beim Bau zur Erleichterung der Arbeiten aber auf 20 cm vergrössert wurde.
Die Fahrbahn steigt über dem Hauptbogen zum Bogenscheitel hin leicht an, um ein gefälligeres Aussehen zu erreichen und das Regenwasser leichter abfliessen zu lassen. Die ganze Brücke war ursprünglich mit einer Jute-Asphalt-Abdeckung als Schutz gegen das Eindringen von Wasser versehen. Bei der Erneuerung der Fahrbahnplatte wurde auch die Abdichtung erneuert und die ursprüngliche Betonbrüstung durch ein Stahl-Geländer ersetzt.
Für den Bau des Brückenbogens wurde von Richard Coray ein Lehrgerüst erstellt, das auf eigens angefertigten Betonfundamenten am Talboden und in den seitlichen Hängen stand. Dabei mussten 1,5 m³ Holz für 1 m³ Bogenbeton aufgewendet werden. Allerdings konnten die Holzbalken anschliessend bei einem weiteren Sitterviadukt noch einmal verwendet werden.
Vor dem Beginn der Betonierarbeiten wurden eingehende Versuche über die besten Mischungsverhältnisse von Sand und Kies durchgeführt. Dabei zeigte sich, wie auch schon bei den Kemptener Illerbrücken, dass bestimmte Sandsorten ungewaschen, also mit feinsten Teilen, eine grössere Druckfestigkeit ergaben, ebenso, wenn beim Brechen der Steine das entstehende Steinmehl nicht ausgewaschen wurde. Es wurde deshalb sowohl ungewaschener feiner Grubensand wie auch gewaschener grober Flusssand und Flusskies wie auch ungewaschener Kalksteinschotter mit 1–25 mm Korngrösse verwendet. Zum Transport von Kies und Sand aus dem Flussbett wurde eine Materialseilbahn eingesetzt, der Beton wurde mit einem Kabelkran zum Einbauort gebracht.